# Station Long Buckby
Long Buckby is een spoorwegstation van National Rail in Long Buckby, Daventry in Engeland. Het station is eigendom van Network Rail en wordt beheerd door West Midland Trains. 
Het station bevindt zich aan de Station Road, ten zuidwesten van de plaats Long Buckby, die via de Long Buckby Road naar Daventry voert.